# أرووود (ألبرتا)
أرووود (بالإنجليزية: Arrowwood, Alberta) هي قرية تقع في كندا في ألبرتا. يقدر عدد سكانها بـ 188 نسمة ومساحتها 0.66 كم2 وترتفع عن سطح البحر 930 متر.